# Pincher Creek 9, Alberta
Pincher Creek 9, din provincia Alberta, Canada  este un district municipal situat sudic central în Alberta. Districtul se află în Diviziunea de recensământ 3. El se întinde pe suprafața de 3,480.91 km2  și avea în anul 2011 o populație de 3,158 locuitori.
Cities Orașe
--
Towns Localități urbane
- Pincher Creek

Villages Sate
- Cowley

Summer villages Sate de vacanță
--
Hamlets, cătune
- Beaver Mines
- Lowland Heights
- Lundbreck
- Pincher Station
- Twin Butte

Așezări
- Burmis
- Chapel Rock
- Drywood
- Improvement District No. 40
- Maycroft
- North Fork
- Pecten
- Springridge
- Summerview
- Tod Creek

1. 1 2  Population and dwelling counts, for Canada, provinces and territories, and census subdivisions (municipalities), 2016 and 2011 censuses – 100% data (în engleză), 20 februarie 2019